# Broskbarock

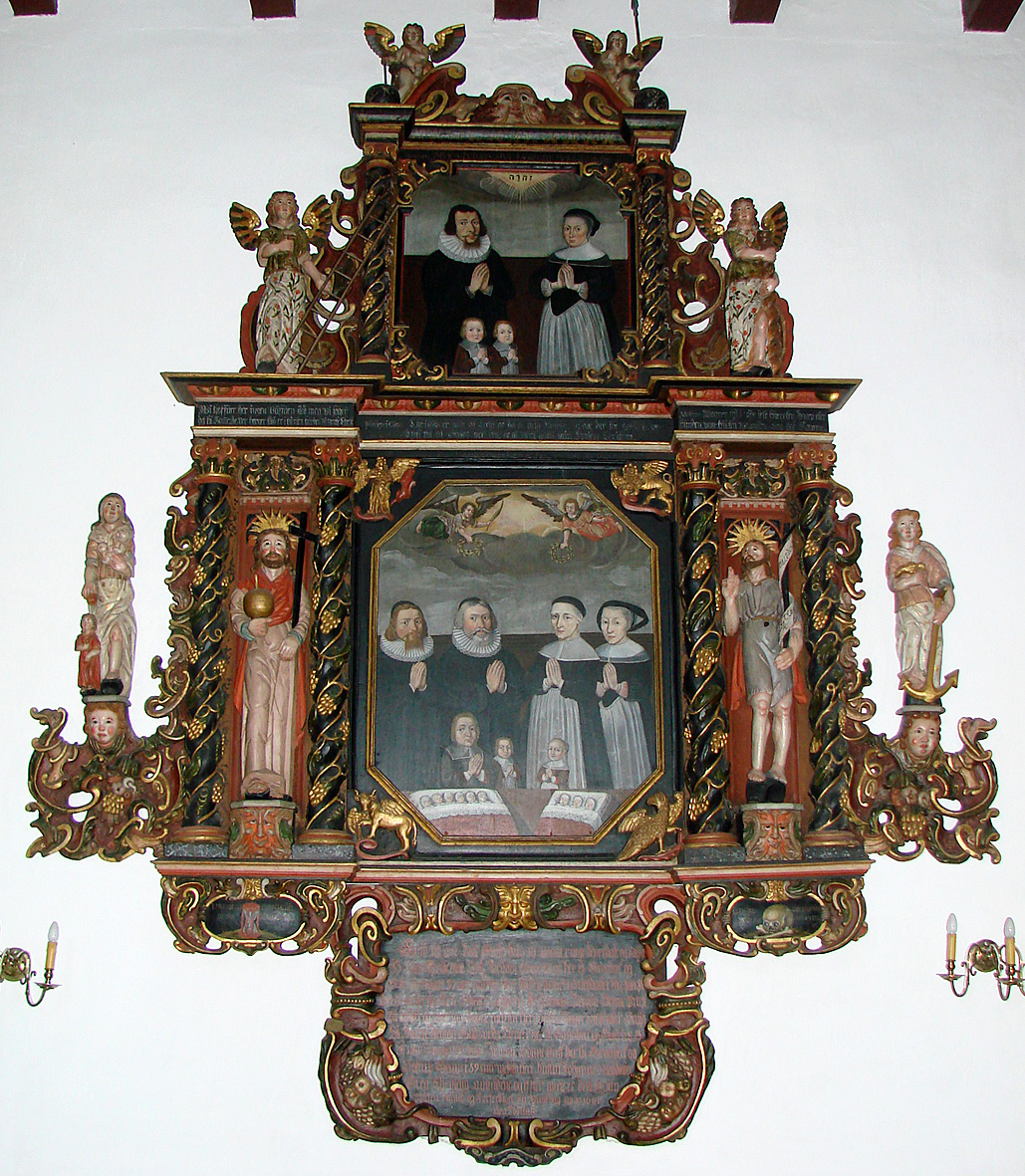
Epitafium i Grønbæk Kirke i broskbarock stil. Ett typiskt drag är att kolonnerna omsluts av vridna vinrankor.

Broskbarock är en ornamental stilfas, som strax före 1600-talets mitt framträdde i en övergång mellan manierism och högbarock.
Utgångspunkten är den antika av renässansen upptagna maskaronen, vars drag, knotiga, med tomma ögonhålor och gapande mun, nu blir upplösta i hoptryckta, inskurna former eller böjda flikar, fyllda av broskartade uppsvällningar; det hela får ett tycke av öronbrosk eller godtyckliga kringelkrokar.
Särskilt i Nordtyskland, Skandinavien och Baltikum var stilen utbredd mellan omkring 1630 och 1680 i kyrkor och herrskapshus. Altare, epitafier, predikstolar och möbler gjordes i broskbarock. Bland framträdande skulptörer märks Hans Gudewerth den yngre i Schlesvig och Andrew Lawrenceson Smith i Norge.
I Sverige finns broskbarock bland annat i taket i Röda salongen i Sövdeborg. Det har ett trettiotal fält med figurer i snidad och brändförgylld ek.

## Bildgalleri

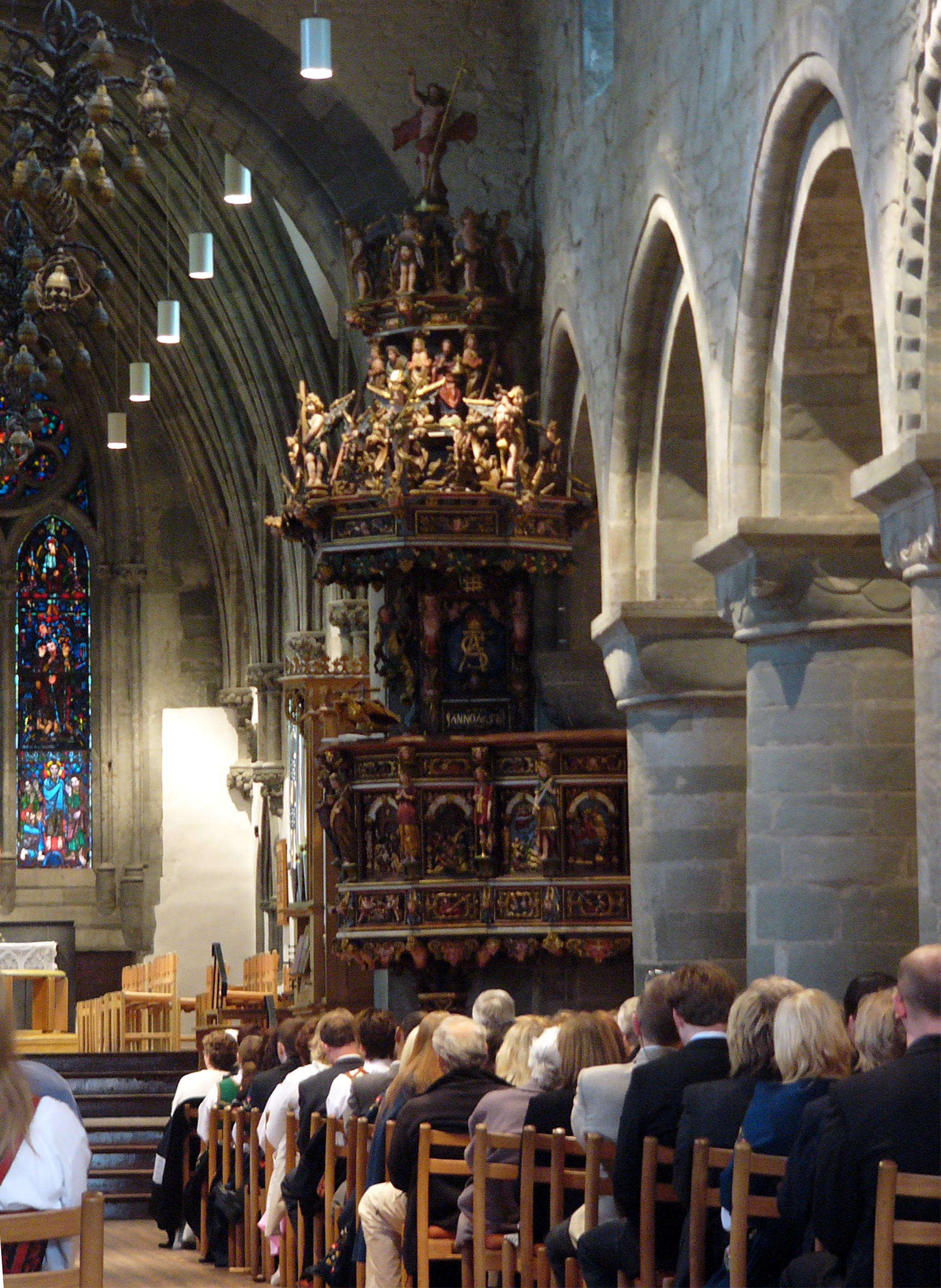
Predikstol i Stavangers domkyrka av Andrew Lawrenceson Smith
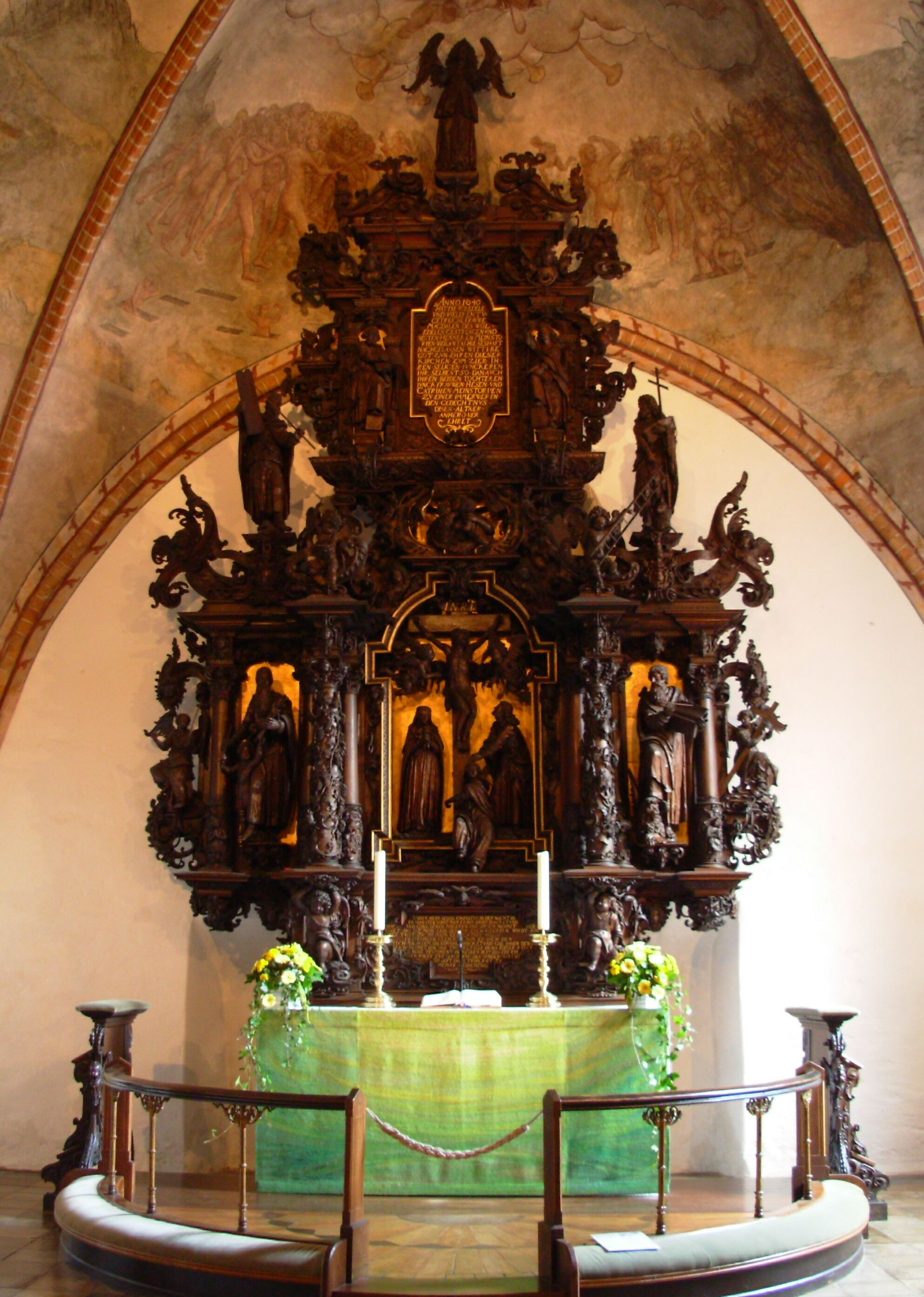
Altare av Hans Gudewerth den yngre i Eckernförde
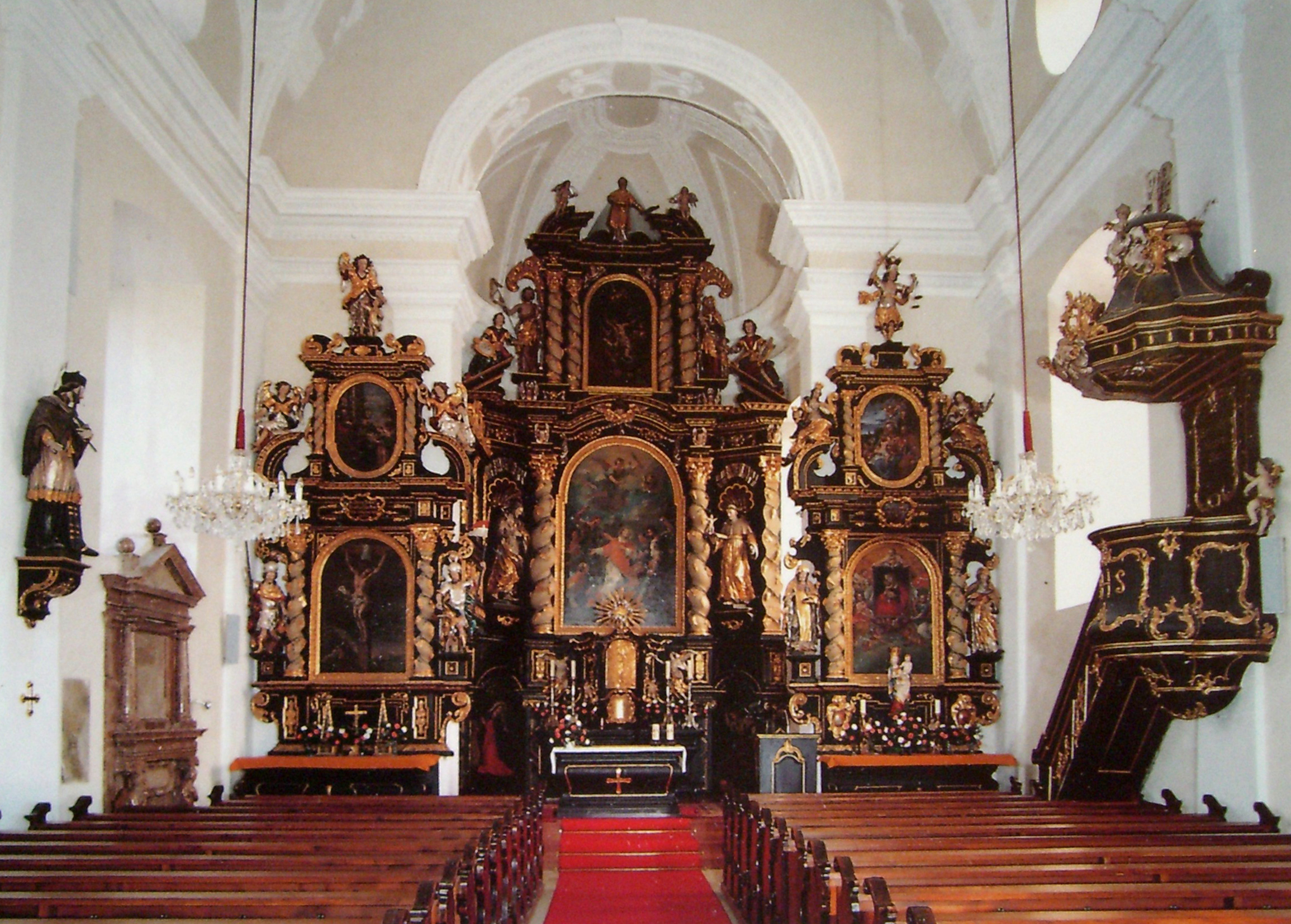
Huvudaltare och sidoaltare i Pfarrkirche St. Stephanus i Offenhausen i Österrike